# Facultad de Odontología (Universidad Nacional Mayor de San Marcos)
La Facultad de Odontología de la Universidad Nacional Mayor de San Marcos (siglas: FO-UNMSM) es una de las veinte facultades que conforman dicha universidad. La Facultad en la actualidad, dentro de la organización de la Universidad, forma parte del área de Ciencias de la Salud y cuenta con la escuela académico-profesional de Odontología, que brinda tanto estudios de pregrado como de postgrado. Se encuentra ubicada dentro de la Ciudad Universitaria o Campus Universitario.
Los antecedentes de la facultad son los inicios del estudio de la odontología en el Perú, los cuales se inician en la Universidad de San Marcos en el siglo XIX. Sin embargo, no es hasta 1868 que estos estudios se oficializan mediante la creación de la sección de odontología en la Facultad de Medicina "San Fernando". Posteriormente en 1920 se independiza con la creación de los institutos universitarios de odontología y farmacia. En 1943 se oficializa la creación de la facultad de la odontología, siendo ésta la primera del Perú.
Se podría decir que entre sus profesores destacados figuran: Efraín Sueldo Rivera, Sixto Grados Pomarino, Pedro Marticorena, Jesús Ochoa, Juvenal González, Víctor Velezmoro Lártiga y Gerardo Ayala De La Vega. Cabe destacar que en la actualidad la Facultad tiene como Decano a Romel Watanabe.